# Lucía Tavera
Lucía Tavera Cano (* 14. Oktober 1979 in Alicante) ist eine spanische Badmintonspielerin.

## Karriere
Lucía Tavera gewann 1999 ihren ersten Titel bei den nationalen Meisterschaften in ihrer Heimat Spanien. Bis 2001 verteidigte sie diesen Titel im Doppel mit Dolores Marco. 2004 siegte sie gemeinsam mit Yoana Martínez, 2005 erstmals im Dameneinzel. International war sie bei den Spanish International, South Africa International, Estonian International und den Puerto Rico International erfolgreich.

## Sportliche Erfolge
| Saison    | Veranstaltung                  | Disziplin   | Platz | Name                            |
| --------- | ------------------------------ | ----------- | ----- | ------------------------------- |
| 1999      | Spanien: Einzelmeisterschaften | Damendoppel | 1     | Dolores Marco / Lucía Tavera    |
| 2000      | Spanien: Einzelmeisterschaften | Damendoppel | 1     | Dolores Marco / Lucía Tavera    |
| 2001      | Spanien: Einzelmeisterschaften | Damendoppel | 1     | Dolores Marco / Lucía Tavera    |
| 2004      | Spanien: Einzelmeisterschaften | Damendoppel | 1     | Lucía Tavera / Yoana Martínez   |
| 2004      | Spanish International          | Damendoppel | 1     | Lucía Tavera / Yoana Martínez   |
| 2005      | Spanien: Einzelmeisterschaften | Dameneinzel | 1     | Lucía Tavera                    |
| 2007      | Spanien: Einzelmeisterschaften | Dameneinzel | 1     | Lucía Tavera                    |
| 2007      | South Africa International     | Dameneinzel | 1     | Lucía Tavera                    |
| 2007      | Puerto Rico International      | Dameneinzel | 1     | Lucía Tavera                    |
| 2007/2008 | Estonian International         | Damendoppel | 1     | Lucía Tavera / Sandra Chirlaque |